# Nahtod-Studien
Nahtod-Studien sind ein interdisziplinäres Forschungsfeld der Medizin, Psychologie, Psychiatrie, Soziologie, Philosophie und Theologie, in dem die Physiologie, Phänomenologie und die Nachwirkungen von Nahtoderfahrungen (NTE) untersucht werden. Das Feld war ursprünglich mit einer eigenen Gruppe von nordamerikanischen Forschern verbunden, die auf der anfänglichen Arbeit von Raymond Moody fußten und später die Internationale Vereinigung für Near-death Studies (IANDS) sowie das Journal of Near-Death Studies gegründet haben. Seit jener Zeit um die Mitte der 70er Jahre hat sich das Forschungsgebiet erweitert und umfasst nunmehr Beiträge einer breiten Palette von Forschern und Kommentatoren weltweit.

## Nahtoderfahrung
Die Nahtoderfahrung ist eine Erfahrung, über die von Menschen berichtet wird, die in die Nähe des Sterbens in einer medizinischen oder nicht-medizinischen Situation gekommen sind. Der Aspekt des Traumas und der physischen Krise wird ebenfalls als Indikator für das Phänomen angesehen. Es wird geschätzt, dass Nahtoderfahrungen von fünf Prozent der erwachsenen amerikanischen Bevölkerung berichtet werden. IANDS zufolge deuten Umfragen (in USA, Australien und Deutschland) darauf hin, dass 4 bis 15 % der Bevölkerung NDEs hatten. Forscher untersuchen die Rolle der physiologischen, psychologischen und transzendenten Faktoren, die mit dem NDE assoziiert sind. Diese Dimensionen sind auch die Basis für die drei großen Erklärungsmodelle für die NDE.
Einige allgemeine Merkmale eines NDE enthalten subjektive Eindrücke: außerhalb des physischen Körpers zu schweben; Visionen von verstorbenen Verwandten und religiösen Persönlichkeiten; Transzendenz von Ego und räumlich-zeitlichen Grenzen. NDE-Forscher haben auch festgestellt, dass die NDE nicht allein eine westliche Erfahrung ist. Sie stellten fest, dass mehrere Elemente und Merkmale des NDE in allen Kulturen ähnlich zu sein scheinen, dass aber die Details der Erfahrungen (Gestalten, Wesen, Landschaften) und ihre Interpretation zwischen den Kulturen variieren und von den vorherrschenden kulturellen Modellen wesentlich beeinflusst werden.

### Elemente der NDE
Nach dem NDE-Maßstab kann eine Nah-Todeserfahrung einige oder mehrere der folgenden 16 Elemente enthalten:
- Die Zeit beschleunigt oder verlangsamt sich.
- Gedanken-Prozesse beschleunigen sich.
- Das Wiedererleben von Situationen aus der Vergangenheit.
- Plötzliche Einsichten oder plötzliches Verständnis.
- Ein Gefühl von Frieden oder Wohlbefinden.
- Ein Gefühl von Glück oder Freude.
- Ein Gefühl der Harmonie oder des Einsseins mit dem Universum.
- Begegnung mit einem strahlenden Licht.
- Die Sinne fühlen sich lebendiger an.
- Ein Bewusstsein dafür, dass Dinge sich anderswo weiterentwickeln (wie durch außersinnliche Wahrnehmung) (ESP).
- Zukünftige Ereignisse erleben.
- Ein Gefühl, vom Körper getrennt zu sein.
- Erleben einer anderen, außerirdischen Welt.
- Begegnung mit einem mystischen Wesen oder einer mystischen Präsenz oder Hören einer nicht identifizierbaren Stimme.
- Sehen von Verstorbenen oder von religiösen Wesen.
- Erreichen einer Grenze oder eines Punkts, von dem es keine Rückkehr gibt.

Eine Studie, veröffentlicht in The Lancet van Lommel und Kollegen, listet zehn Elemente der NDE auf:
- Das Bewusstsein, tot zu sein.
- Positive Gefühle.
- Außerkörperliche Erfahrung.
- Sich durch einen Tunnel bewegen.
- Kommunikation mit einem Licht.
- Wahrnehmung besonderer Farben.
- Beobachtung einer Himmelslandschaft.
- Zusammentreffen mit verstorbenen Personen.
- Lebensrückblick.
- Vorhandensein einer Grenze.

Diese Auflistungen verkennen oder vertuschen aber, dass bis zu 20 % der NTE durch negative Inhalte charakterisiert sind.

### Nachwirkungen
Eine NDE ist oft mit Nachwirkungen oder lebensverändernden Auswirkungen verbunden. Die Auswirkungen betreffen eine Reihe von Wert-, Haltungs- und Glaubensänderungen und eine neue Sicht auf Leben und Tod, menschliche Beziehungen und Spiritualität. NDEs können radikale Persönlichkeitsänderungen zur Folge haben. Viele der Effekte gelten als positiv oder günstig. Van Lommel und Kollegen führten eine Nachfolgeuntersuchung nach NDEs durch und fanden einen lang anhaltenden Transformationseffekt nach einer solchen Erfahrung.
Allerdings sind nicht alle Nachwirkungen positiv. Die Literatur beschreibt Situationen, in denen Veränderungen in Einstellungen und Verhaltensweisen zu Beunruhigungen, zu psycho-sozialen oder psycho-spirituellen Problemen führen können. Oft haben die Probleme mit der Anpassung an die neue Situation nach einer Nahtoderfahrung oder mit deren Integration in das Alltagsleben zu tun. Eine andere Kategorie, so genannte beunruhigende oder unangenehme Nahtoderfahrungen, wurde von Greyson und Bush untersucht.

### Erklärungsmodelle
Erklärende Modelle für die Phänomenologie und die Elemente von NDEs können in einige wenige Kategorien unterteilt werden: psychologische, physiologische und transzendente. Agrillo, der einen knapperen Überblick einführt, stellt fest, dass die Literatur über zwei theoretische Rahmenbedingungen berichtet: (1) eine „biologische / psychologische“ Interpretation (In-Brain Theorien / die Erklärung wird im Gehirn gesucht) oder (2) eine "Überlebens"-Interpretation (Out-of-Brain Theorien / die Erklärung bezieht auch ein mögliches Überleben der Seele, ihre Trennung vom Körper, ein). Die Forschung über NDEs enthält oft Variablen aus allen drei Modellen. In einer 1990 erschienenen Studie präsentierten Owens, Cook und Stevenson Ergebnisse, die alle drei Interpretationen unterstützten.
Jedes Modell enthält eine Anzahl von Variablen, die häufig von Kommentatoren erwähnt oder zusammengefasst werden:
In psychologischen Theorien wurde vorgeschlagen, dass die NDE eine Folge von geistigen und emotionalen Reaktionen auf die wahrgenommene Bedrohung durch das Sterben oder auf die Erwartung des Sterbens sein kann. Andere psychologische Variablen, die von Forschern betrachtet werden, sind: Einbildung, Depersonalisierung, Dissoziation, Phantasie, und die Erinnerung an die Geburt.
In physiologischen Theorien neigen Forscher dazu, sich auf somatische, biologische oder pharmakologische Erklärungen für die NDE zu konzentrieren, oft mit einem Schwerpunkt auf der Physiologie des Gehirns. Variablen, die von Forschern in Erwägung gezogen werden, umfassen: Anoxie, Hypoxie, Hyperkapnie, Endorphine, Serotonin oder verschiedene Neurotransmitter, Temporallappenfunktionsstörungen oder -anfälle, der NMDA-Rezeptor, Aktivierung des limbischen Systems, Drogen, Netzhaut-Ischämie und Prozesse, die mit dem REM-Schlaf (rapid eye movement sleep) oder Phänomenen verbunden sind, die an der Grenze zwischen Schlaf und Wachsein entstehen.
In einem dritten Modell, das manchmal „transzendente Erklärung“ genannt wird, wird eine Reihe von Kategorien betrachtet, die normalerweise nicht in den Bereich physiologischer oder psychologischer Erklärungen fallen. In diesem erklärenden Modell wird erwogen, ob NTEs mit der Existenz eines Lebens nach dem Tod in Zusammenhang stehen könnten, mit einem veränderten Bewusstseinszustand oder mystischen Erlebnissen. Auch das Konzept einer Trennung von Geist und Körper wird in Betracht gezogen.
Mehrere Forscher auf diesem Gebiet haben bei der Untersuchung von Variablen aus allen drei Modellen Vorbehalte gegenüber rein psychologischen oder physiologischen Erklärungen geäußert. Van Lommel und Kollegen haben für die Einbeziehung transzendenter Kategorien als Teil des erläuternden Rahmens argumentiert. Andere Forscher wie Sam Parnia, Peter Fenwick und Bruce Greyson haben für eine erweiterte Diskussion über die Bewusstseins-Gehirn-Beziehung und über die Möglichkeiten des menschlichen Bewusstseins plädiert.

## Forschung – Geschichte und Hintergrund
Einzelne Fälle von NDEs wurden schon in der Antike in der Literatur berichtet. Im 19. Jahrhundert wurden einige Anstrengungen unternommen, um über das Studium der Einzelfälle hinauszugehen – zum einen eine private Studie von Mormonen und zum anderen eine in der Schweiz. Bis 2005 wurde dokumentiert, dass in 95 % der Weltkulturen NDEs erwähnt werden. In der Zeit von 1975 bis 2005 wurde in den USA über etwa 2500 Personen, die sich selbst gemeldet hatten, in retrospektiven Studien über das Phänomen berichtet sowie über weitere 600 außerhalb der USA im Westen und 70 in Asien. Prospektive Studien, die Gruppen von vorher festgelegten Teilnehmern daraufhin untersuchen, wer von ihnen nach der Zuordnung eine NDE hatte – was deutlich aufwändiger ist – fanden 270 Personen mit einer NDE. Ungefähr 3500 Einzelfälle wurden zwischen 1975 und 2005 in mindestens einer Studie untersucht. All diese Studien wurden von etwa 55 Forschern bzw. Teams von Forschern durchgeführt.
Die Forschung über Nahtoderfahrungen beschränkt sich hauptsächlich auf die Disziplinen Medizin, Psychologie und Psychiatrie. Das Interesse an diesem Studienfeld wurde ursprünglich durch die Forschung solcher Pioniere wie Elisabeth Kübler-Ross (Psychiater) und Raymond Moody (Psychologe und MD), aber auch durch autobiographische Berichte, wie die Bücher von George Ritchie (Psychiater), angeregt. Kübler-Ross, die eine Forscherin auf dem Gebiet der Thanatologie war und großen Einfluss auf die Gründung des Hospiz-Systems in den Vereinigten Staaten hatte, berichtete erstmals in ihrem 1969 erschienenen Buch „Interviews mit Sterbenden“ über Nahtoderfahrungen von Patienten. Raymond Moody interessierte sich für das Thema zu Beginn seiner Karriere. In der Mitte der 1970er Jahre, während seiner medizinischen Assistenzzeit als Psychiater an der University of Virginia, führte er Interviews mit Patienten mit Nahtoderfahrungen. Er veröffentlichte diese Erkenntnisse später im Buch Life After Life (1976). Darin stellte Moody die verschiedenen Elemente der NDE dar, die von späteren Forschern aufgenommen wurden. Das Buch hat dem Thema NDE viel Aufmerksamkeit geschenkt.
In den späten 1970er Jahren wurde die Vereinigung für das wissenschaftliche Studium von Nahtodphänomenen gegründet, eine erste Gruppe von akademischen Forschern, darunter John Audette, Raymond Moody, Bruce Greyson, Kenneth Ring und Michael Sabom, die die Grundlagen für das Feld der Nahtod-Studien legten, und einige der ersten post-Moody NDE Forschungen durchführten. Die Vereinigung war der unmittelbare Vorgänger der Internationalen Vereinigung für Nahtod-Studien (IANDS), die in den frühen 1980er Jahren gegründet wurde und deren Hauptsitz sich an der Universität von Connecticut, Storrs befand. Diese Gruppe von Forschern, vor allem Ring, war verantwortlich für die Gründung von Anabiosis, der ersten Peer-Review-Zeitschrift in dem Feld. Die Zeitschrift wurde später zum Journal of Near-Death Studies.
Allerdings, obwohl die oben erwähnten Personen das Thema NDE in den akademischen Rahmen einführten, wurde dem Thema oft mit Unglauben begegnet oder es wurde als Tabu betrachtet. Die medizinische Gemeinschaft hat etwas gezögert, das Phänomen der NDEs aufzugreifen und Fördermittel für die Forschung waren selten. Allerdings haben sowohl Ring als auch Sabom Beiträge geleistet, die für das neu etablierte Feld einflussreich waren. Ring veröffentlichte ein Buch im Jahr 1980 mit dem Titel Life at Death: Eine wissenschaftliche Untersuchung der Nah-Tod-Erfahrung. Dieser frühen Forschung folgte im Jahr 1984 ein Buch mit dem Titel Heading Toward Omega: In Search of the Meaning of the Near-Death Experience (Auf der Suche nach der Bedeutung der Nah-Tod-Erfahrung). Die frühe Arbeit von Michael Sabom lenkte ebenfalls die Aufmerksamkeit der akademischen Gemeinschaft auf das Thema. Neben Beiträgen in wissenschaftlichen Zeitschriften schrieb er ein Buch mit dem Titel Recollections of Death (1982), das als eine bedeutende Publikation bei der Einführung dieses Forschungsgebietes gilt.
Als die Forschung auf dem Gebiet fortschritt, entwickelten Greyson und Ring Messinstrumente, die in einer klinischen Umgebung verwendet werden können. Greyson hat auch verschiedene Aspekte des NDE, wie die Psychodynamik der Erfahrung, die Arten von NDE, die Typologie von NDE und die Biologie von NDE's angesprochen. Darüber hinaus hat er die Aufmerksamkeit auf die Nahtoderfahrung als Schwerpunkt der klinischen Arbeit gelenkt, weil die Nachwirkungen des NDE in einigen Fällen zu psychischen Problemen führen können.
Die 1980er Jahre führten auch durch die Forschung von Melvin Morse eine weitere Beobachtungsgruppe auf dem Gebiet der Nahtod-Studien ein. Morse und Kollegen untersuchten Nahtoderfahrungen in einer pädiatrischen Population. Sie fanden, dass Kinder ähnlich über NDE berichteten wie Erwachsene. Morse veröffentlichte später zwei Bücher (Co-Autor war Paul Perry), die sich an ein allgemeines Publikum richteten: Näher ans Licht: Lernen von Nahtoderfahrungen bei Kindern (1990) und Transformiert durch das Licht: die mächtige Wirkung von Nahtoderfahrungen auf das Leben der Menschen (1992). Ein weiterer früher Beitrag auf diesem Forschungsfeld war die Forschung des britischen Neuro-Psychiaters Peter Fenwick, der in den 1980er Jahren NDE-Geschichten sammelte. Im Jahr 1987 stellte er seine Ergebnisse in einem Fernsehprogramm vor, was dazu führte, dass mehr Geschichten bei ihm eingingen. Die Antworten von Nahtoderfahrenen dienten später als Grundlage für ein 1997 erschienenes Buch Die Wahrheit im Licht, Co-Autorin war seine Frau Elizabeth Fenwick. In Zusammenarbeit mit anderen Forschern, unter anderem Sam Parnia, hat Fenwick auch zur Erforschung des möglichen Zusammenhangs zwischen Herzstillstand und Nahtoderlebnissen veröffentlicht.
Frühe Untersuchungen zum Thema Nahtoderfahrungen wurden auch an der Universität von Virginia durchgeführt, wo Ian Stevenson in den späten 1960er Jahren die Abteilung für Persönlichkeitsstudien gründete. Die Abteilung erforschte eine Anzahl von Phänomenen, die nicht als Mainstream betrachtet wurden. Neben Nahtoderfahrungen waren dies: Reinkarnation und vergangene Leben, außerkörperliche Erlebnisse, Geistererscheinungen, Nach-Tod-Kommunikationen und Todesbett-Visionen. Stevenson, dessen wichtigstes akademisches Interesse das Thema der Reinkarnation und vergangener Leben war, veröffentlichte auch Beiträge auf dem Gebiet der Nah-Tod-Studien. In einer Studie von 1990 (Co-Autor Owens & Cook) untersuchten die Forscher die medizinischen Aufzeichnungen von 58 Personen, die glaubten, dass sie in der Nähe des Todes gewesen waren. Die Autoren schätzten ein, dass 28 Kandidaten tatsächlich in der Nähe des Sterbens waren, während 30 Kandidaten, die glaubten, dass sie sterben würden, so eingeschätzt wurden, dass sie nicht in unmittelbarer Lebensgefahr waren. Beide Gruppen berichteten über ähnliche Erfahrungen, aber die erste Gruppe berichtete über mehr Kern-NDE-Erfahrungen als die zweite Gruppe.
Im Jahr 2010 hat die Arbeit von Jeffrey Long auch die Aufmerksamkeit auf das Thema der NDE in der akademischen und der populären Welt gelenkt. Im Jahr 2010 veröffentlichte er ein Buch, Co-Autor mit Paul Perry, genannt Evidence of the Afterlife: Die Wissenschaft der Nah-Tod-Erfahrungen. In dem Buch präsentiert Long Ergebnisse aus der Forschung, die in den letzten zehn Jahren durchgeführt wurden. Die Forschung geht auch in andere Bereiche, wie etwa die psychische Gesundheit der militärischen Veteranen. Goza studierte NDE bei Kampfveteranen. Sie fand unter anderem heraus, dass Soldaten im Vergleich zu NDErs in der Zivilbevölkerung unterschiedliche und weniger intensive Nahtoderfahrungen berichteten.
Die ersten Jahrzehnte der Nahtoderforschung wurden durch retrospektive Studien charakterisiert. Allerdings markierten die 2000er Jahre den Beginn der prospektiven Studien auf dem Gebiet, sowohl auf dem europäischen als auch auf dem amerikanischen Kontinent.
In einer Studie von 2001, die am Southampton General Hospital durchgeführt wurde, stellten Parnia und Kollegen fest, dass 11,1 % der 63 Herzstillstand-Überlebenden Erinnerungen an ihre unbewusste Zeit berichteten. Mehrere dieser Erinnerungen trugen die Züge von Nahtoderfahrungen. Diese Studie war die erste in einer Reihe von neuen prospektiven Studien mit Herzstillstand-Kriterien. Ihnen folgte bald die Studie von van Lommel und Kollegen, die ebenfalls 2001 veröffentlicht wurde. Pim van Lommel (Kardiologe) war einer der ersten Forscher, die das Studium der NDE in den Bereich der Krankenhausmedizin einführten. 1988 startete er eine prospektive Studie, die 10 niederländische Krankenhäuser einbezog. 344 Überlebende eines Herzstillstandes wurden in die Studie aufgenommen. 62 Patienten (18 %) berichteten NDE. 41 dieser Patienten (12 %) beschrieben eine Kernerfahrung. Ziel der Studie war es, die Ursachen der Erfahrungen zu untersuchen und Variablen zu beurteilen, die mit Häufigkeit, Tiefe und Inhalt verbunden sind.
Prospektive Studien wurden auch in den USA durchgeführt. Schwaninger und Kollegen arbeiteten mit dem Barnes-Jewish Hospital zusammen, wo sie über einen Zeitraum von drei Jahren (April 1991 bis Februar 1994) Herzstillstandspatienten studierten. Nur eine Minderheit der Patienten überlebte, und von dieser Gruppe konnten 30 Patienten interviewt werden. Von diesen 30 Patienten berichteten 23 % eine NDE, während 13 % eine NDE während einer vorherigen lebensbedrohlichen Krankheit berichteten. Greyson führte über 30 Monate eine Befragung von Patienten durch, die stationär in der kardiologischen Abteilung des University of Virginia Hospital aufgenommen worden waren. Er fand, dass NDE von 10 % der Patienten mit Herzstillstand und 1 % der anderen Herzpatienten gemeldet wurden.
Im Jahr 2008 initiierte Sam Parnia an der University of Southampton eine Nahtod-Studie unter dem Titel AWARE (für AWAreness during REsuscitation). An der Studie waren 15 Krankenhäuser in Großbritannien, USA und Österreich beteiligt und es wurden 140 Patienten befragt. Der Gegenstand der Studie war es, Gehirn und Bewusstsein während eines Herzstillstandes zu untersuchen und die Gültigkeit von außerkörperlichen Erfahrungen sowie die Behauptung von geistiger Klarheit (der Fähigkeit zu sehen und zu hören) der Patienten während des Herzstillstandes zu überprüfen.
Der 2014 veröffentlichte Abschlussbericht identifizierte neun Befragte mit NDE kompatiblen Erfahrungen. Bei zwei von ihnen konnte aufgrund der berichteten auditiven Wahrnehmungen auf eine drei Minuten andauernden „Restlaufzeit“ des menschlichen Gehirns geschlossen werden.

### Psychometrie
Mehrere psychometrische Instrumente wurden an die Nahtoderforschung angepasst. Ring entwickelte den Weighted Core Experience Index, um die Tiefe der NDE zu messen und dieses Instrument wurde von anderen Forschern zu diesem Zweck verwendet. Das Instrument wurde auch verwendet, um die Auswirkungen von NTE auf Dialysepatienten zu messen. Nach einigen Kommentatoren hat der Index eine verbesserte Konsistenz im Feld. Allerdings stellte Greyson fest, dass der Index zwar eine Pionierarbeit ist, aber nicht auf statistischer Analyse basiert und nicht auf interne Kohärenz oder Zuverlässigkeit getestet wurde. 1984 entwickelte Ring ein Instrument namens Life Changes Inventory (LCI), um Wertänderungen nach einem NDE zu quantifizieren. Das Instrument wurde später überarbeitet und standardisiert und eine neue Version, die LCI-R, wurde 2004 veröffentlicht.
Greyson entwickelte die Near-Death Experience Scale. Diese 16-Punkte-Skala zeigte eine hohe interne Konsistenz, Split-Half-Zuverlässigkeit und Test-Retest-Zuverlässigkeit und wurde mit dem gewichteten Core Experience Index von Ring korreliert. Fragen, die von der Skala formuliert werden, decken solche Dimensionen wie: Kognition (Gefühle des beschleunigten Denkens oder „Lebens-Review“), beeinflussen (Gefühle von Frieden und Freude), paranormale Erfahrung (Gefühle des Seins außerhalb des Körpers oder eine Wahrnehmung der Zukunft Ereignisse) und Transzendenz (Erfahrung der Begegnung verstorbener Verwandter oder Erleben eines unirdischen Reiches). Eine Punktzahl von 7 oder höher aus einer möglichen 32 wurde als Standardkriterium für eine Nahtoderfahrung verwendet. Die Skala ist nach dem Verfasser klinisch nützlich bei der Differenzierung von NDEs aus organischen Hirnsyndromen und unspezifischen Stressreaktionen. Die NDE-Skala wurde später für das Rasch-Rating-Modell gefunden. Das Instrument wurde verwendet, um NDEs unter den Herzstillstand-Überlebenden zu messen, Koma-Überlebende, Außerhalb des Krankenhauses Herzstillstand Patienten / Überlebenden, Substanz-Missbrauch, Und Dialysepatienten.
In den späten 1980er Jahren entwickelte Thornburg den Naht-Phenomena Knowledge and Attitudes Fragebogen. Der Fragebogen besteht aus 23 wahren / falschen / unentschiedenen Response-Items, die das Wissen beurteilen, 23 Likert-Skalenelementen, die die allgemeine Einstellung zu den nahezu sterbenden Phänomenen beurteilen, und 20 Likert-Skalenelementen, die die Haltung gegenüber der Betreuung eines Klienten, der ein NDE hat, beurteilen. Wissen und Haltung als Teile des Instruments wurden auf interne Konsistenz getestet. Die Inhaltsgültigkeit wurde durch die Verwendung eines Expertengremiums, das aus Pflege, Soziologie und Psychologie ausgewählt wurde, erstellt. Das Instrument wurde verwendet, um die Einstellung zu und die Erkenntnis von Nahtoderfahrungen in einer Hochschulbevölkerung unter den Klerus, unter den registrierten Psychologen, und bei den Hospizkrankenschwestern zu messen.
Greyson hat auch Mainstream-psychologische Messungen in seiner Forschung verwendet, zum Beispiel The Dissociative Experiences Scale, ein Maß für dissoziative Symptome und The Threat Index, ein Maß für die Bedrohung durch den eigenen Tod.

## Nahtod-Studien-Community

### Forschungseinrichtungen und akademische Standorte
Das Feld der Nahtod-Studien umfasst mehrere Forschungsgruppen, die die Phänomenologie der NTE untersuchen. Die größte dieser Gruppen ist IANDS, eine internationale Organisation mit Sitz in Durham, North Carolina, die die wissenschaftliche Forschung und Erziehung auf die physische, psychologische, soziale und spirituelle Natur und die Verzweigungen der Nahtoderfahrungen fördert. Unter seinen Publikationen findet man das Peer-Review Journal of Near-Death Studies und den vierteljährlichen Newsletter Vital Signs. Die Organisation unterhält auch ein Archiv der Nah-Todes-Fallgeschichten für Forschung und Studie.
Eine weitere Forschungsorganisation, die in Louisiana ansässige Near Death Experience Research Foundation, wurde 1998 von dem Strahlungs-Onkologen Jeffrey Long gegründet. Die Stiftung unterhält eine Web-Site, die ebenfalls 1998 ins Leben gerufen wurde, und eine Datenbank mit mehr als 1.600 Fällen, die derzeit die weltweit größte Sammlung von Nahtodesberichten ist. Die Berichte kommen direkt aus Quellen auf der ganzen Welt.
Einige akademische Standorte wurden mit den Aktivitäten des Feldes der Nahtod-Studien verbunden. Unter diesen befinden sich die University of Connecticut (US), Southampton University (UK), University of North Texas (US) und die Abteilung für Perceptual Studies an der University of Virginia (US).

### Konferenzen
IANDS hält in regelmäßigen Abständen Konferenzen zum Thema Nahtoderlebnisse ab. Das erste Treffen war ein medizinisches Seminar an der Yale University, New Haven (CT) im Jahr 1982. Darauf folgte die erste klinische Konferenz in Pembroke Pines (FL) und die erste Forschungskonferenz in Farmington (CT) im Jahr 1984. Seitdem finden Konferenzen in den großen US-Städten fast jährlich statt. Viele der Konferenzen haben ein bestimmtes Thema, das vor dem Treffen definiert wird. Im Jahr 2004 versammelten sich die Teilnehmer in Evanston (IL) unter der Überschrift: Kreativität aus dem Licht. Einige der Konferenzen wurden an akademischen Orten veranstaltet. Im Jahr 2001 versammelten sich Forscher und Teilnehmer an der Seattle Pacific University. Im Jahr 2006 wurde die University of Texas MD Anderson Cancer Center die erste medizinische Institution, um die jährliche IANDS-Konferenz zu hosten.
Die erste internationale medizinische Konferenz über Nahtoderlebnisse fand 2006 statt. Etwa 1.500 Delegierte, darunter auch Personen, die behaupten, NDE zu haben, nahmen an der eintägigen Konferenz in Martigues, Frankreich teil. Unter den Forschern, die an der Konferenz teilnahmen, waren Anästhesist und Intensivarzt Jean-Jacques Charbonnier und Pionierforscher Raymond Moody.
In Deutschland veranstaltet das Netzwerk Nahtoderfahrung e.V. jährlich Fachtagungen, die in thematischen Bänden publiziert werden; es versteht sich als German Friends der IANDS.

### Relevante Publikationen
IANDS veröffentlicht das vierteljährliche Journal of Near-Death Studies, die einzige wissenschaftliche Zeitschrift auf dem Feld. Das Journal ist interdisziplinär, engagiert sich für eine uneingeschränkte Erforschung des NDE und verwandter Phänomene und begrüßt verschiedene theoretische Perspektiven und Interpretationen, die auf wissenschaftlichen Kriterien wie empirischer Beobachtung und Forschung basieren. IANDS veröffentlicht auch Vital Signs, einen vierteljährlichen Newsletter, der seinen Mitgliedern zur Verfügung gestellt wird und der Kommentare, Nachrichten und Artikel von allgemeinem Interesse enthält.
Eine der ersten Einführungen auf dem Gebiet der Nahtod-Studien war die Veröffentlichung eines Generalreaders: Die Nah-Todeserfahrung: Probleme und Perspektiven. Das Buch wurde 1984 veröffentlicht und war ein kurzer Überblick über das Feld. Im Jahr 2009 veröffentlichte Praeger Publishers das Handbuch der Nahtoderfahrungen: dreißig Jahre der Untersuchung, eine umfassende kritische Überprüfung der Forschung auf dem Gebiet der Nahtod-Studien. 2011 markierte die Veröffentlichung von Making Sense of Near-Death Experiences: Ein Handbuch für Kliniker. Das Buch ist ein Multi-Autor-Text, der beschreibt, wie der NDE in psychiatrischer und klinischer Praxis behandelt werden kann.

## Anerkennung und Kritik
Die Skepsis gegenüber den Erkenntnissen der Nahtod-Studien und die Gültigkeit der Nahtoderfahrung als Gegenstand der wissenschaftlichen Erforschung ist weit verbreitet. Nach Knapton, in der Londoner Zeitung The Telegraph, wurde das Thema bis vor kurzem als umstritten angesehen. Sowohl Wissenschaftler als auch medizinische Fachleute sind im Allgemeinen skeptisch. Nach den Kommentatoren auf dem Gebiet wurde das frühe Studium der Nahtoderlebnisse mit „akademischem Unglauben“ reflektiert. Die Akzeptanz von NDE als ein legitimes Thema für wissenschaftlichen Studien hat sich zwar verbessert, aber der Prozess entwickelte sich nur langsam. Nach der Literatur haben vor allem Ärzte und Psychiater eine Rolle bei der Anerkennung des Nahtod-Phänomens sowie der Popularisierung des Themas und der anschließenden Forschung gespielt.
Skeptiker haben angemerkt, dass es schwierig ist, viele der anekdotischen Berichte zu verifizieren, die als Hintergrundmaterial verwendet wurden, um die Eigenschaften des NDE zu skizzieren.
Internet-Infidels-Redakteur und Kommentator, Keith Augustine hat die Nah-Todesforschung kritisiert, um die Rolle der Kultur im Nachleben-Glauben zu vereinfachen. Er hat auch Schwächen in Methodik, Mangel an Daten und Lücken in Argumenten aufgezeigt. Statt eines transzendenten Modells von NDEs, das er nicht plausibel findet, schlägt er vor, dass NDEs-Berichte von Einzelpersonen als Gedanken eine transzendente Realität sind. Seiner Kritik wurde von Greyson entgegnet, der darauf hinweist, dass das von Augustine bevorzugte materialistische Modell durch noch weniger Daten unterstützt wird als das von vielen Forschern begünstigte „Geist-Hirn-Trennungsmodell“ im Bereich der Nahtod-Studien.
Die Ergebnisse der NDE-Forschung wurden von mehreren Schriftstellern in den Bereichen Psychologie und Neurowissenschaften angefochten. Susan Blackmore hat die Ergebnisse der NDE-Forschung bestritten und hat sich stattdessen für eine neurologische Erklärung ausgesprochen. Psychologe Christopher French hat mehrere der Theorien, die aus dem Bereich der Nah-Tod-Studien entstanden sind, überprüft. Dazu gehören Theorien, die eine Herausforderung für die moderne Neurowissenschaft darstellen, indem sie ein neues Verständnis der Geist-Gehirn-Beziehung in Richtung transzendenter oder paranormaler Elemente vorschlagen. Als Antwort auf diese spricht French sich für das konventionelle wissenschaftliche Verständnis aus und führt mehrere nicht paranormale Faktoren sowie die psychologische Theorie ein, die jene Nahtoderfahrungen erklären könnten, die den konventionellen wissenschaftlichen Erklärungen widersprechen. Allerdings schließt er keine künftige Revision der modernen Neurowissenschaften aus und wartet auf neue und verbesserte Forschungsverfahren.
Jason Braithwaite, ein Senior Dozent für kognitive Neurowissenschaften im Behavioral Brain Sciences Center, Universität Birmingham, veröffentlichte eine eingehende Analyse und Kritik an der Neurowissenschaft des Überlebenden von einigen NDE-Forschern und schloss: „Es ist schwer zu sehen, was man lernen könnte. Die paranormale Überlebensposition, die die Wahrheit von dem, was sie zu etablieren sucht, macht, macht zusätzliche und unnötige Annahmen, stellt den gegenwärtigen Wissensstand aus der Mainstream-Wissenschaft falsch dar und erscheint in ihrer Analyse der verfügbaren Fakten weniger als umfassend.“
Martens stellte den „Mangel an einheitlicher Nomenklatur“ und „das Versagen, die untersuchte Bevölkerung mit einer Beseitigung von Störfaktoren zu kontrollieren“, als Beispiele für eine kritische Haltung gegen die Nahtoderforschung dar.
Aber die Kritik an dem Feld ist auch aus Kommentatoren in ihren eigenen Reihen gekommen. In einem offenen Brief an die NDE-Gemeinschaft hat Ring auf die „Frage der möglichen religiösen Vorurteile in Nahtod-Studien“ hingewiesen. Laut Ring hat das Feld der Nahtod-Studien sowie die größere NDE-Bewegung eine Vielzahl religiöser und spiritueller Zugehörigkeiten aus einer Reihe von Traditionen angezogen, die ideologische Behauptungen im Namen der NDE-Forschung macht. Seiner Ansicht nach hat dies die Integrität von Forschung und Diskussion beeinträchtigt.
Viele Studien treffen zudem eine religiös motivierte „Vorauswahl“, die bestimmte Erfahrungsqualitäten als NDE deklariert, während sie andere ausgrenzt, so dass die für wissenschaftliche Studien u. a. notwendigen Qualitätskriterien Validität und Objektivität verletzt werden.